# Istota gąbczasta

Przekrój podłużny przez kość

Istota gąbczasta, tkanka kostna gąbczasta, tkanka kostna beleczkowa (łac. substantia spongiosa, textus osseus spongiosus) – rodzaj drobnowłóknistej tkanki kostnej. Macierz pozakomórkowa tworzy blaszki kostne, które w tym przypadku luźno układają się w beleczki kostne, pomiędzy którymi znajduje się szpik kostny czerwony. Beleczki są ułożone zgodnie z przebiegiem linii nacisku i naprężeń.
Występuje przede wszystkim w nasadach kości długich, a także we wnętrzu kości płaskich, krótkich i różnokształtnych. Istotę gąbczastą znajdującą się w kościach czaszki określa się mianem śródkościa.